# Nowaja Buda
Nowaja Buda (biał. Новая Буда; ros. Новая Буда, Nowaja Buda; pol. hist. Nowa Buda) – wieś na Białorusi, w obwodzie homelskim, w rejonie homelskim, w sielsowiecie Prybar, nad Uzą.
W XIX i w początkach XX w. położona była w Rosji, w guberni mohylewskiej, w powiecie homelskim. Następnie w granicach Związku Sowieckiego. Od 1991 w niepodległej Białorusi.